# Kyboasca maligna
Kyboasca maligna är en insektsart som först beskrevs av Walsh 1862.  Kyboasca maligna ingår i släktet Kyboasca och familjen dvärgstritar. Inga underarter finns listade i Catalogue of Life.